# Grofovija Fézensac
Grofovija Fézensac je bila tvorevina iz 8. stoljeća. Nalazila se na sjeveroistočnim krajevima vojvodstva Gaskonje. Bila je dijelom feudalizacijske politike Karla Velikog i kolonizacije Franaka. Cilj je bio umanjiti autoritet gaskonjskog vojvode nakon što su Baski porazili Franke u bitci kod Roncevauxa 778. godine. Zbog tog poraza Karlo nije uspio nametnuti se Baskima, pa je poduzeo ove mjere. Ovo je izazavalo nezadovoljstvo kod Baska te nemire na obalama Garone; Adalrik Gaskonjski porazio je grofa Tolose Chorsona. Grofovija je dana potom nekome imena Burgund, iz čega bi se dalo zaključiti da nije bio Bask. Burgund je umro 801. i umjesto njega došao je neki Liutard.
926. je nakon što je umro Garcia II., Fézensac je kao apanažu dobio drugi po starosti Garcijin sin Vilim. U to su ušli gradovi Vic, glavni grad, i Auch, kao i teritorij Armagnac. 
Iz kuće Fézensac potječe obitelj baruna Montesquioua. Grofovsko ime Fézensaca obnovio je Luj XVI. 1777. da bi ga mogli nositi pripadnici obitelji Montesquiou.

## Grofovi
- Vilim Garcia
- Oton Falta
- Bernard Manciat Tinéa
- Aimerik I.
- Vilim Astanove I.
- Aimerik II.
- Astanove II.